# Arthur Bopp

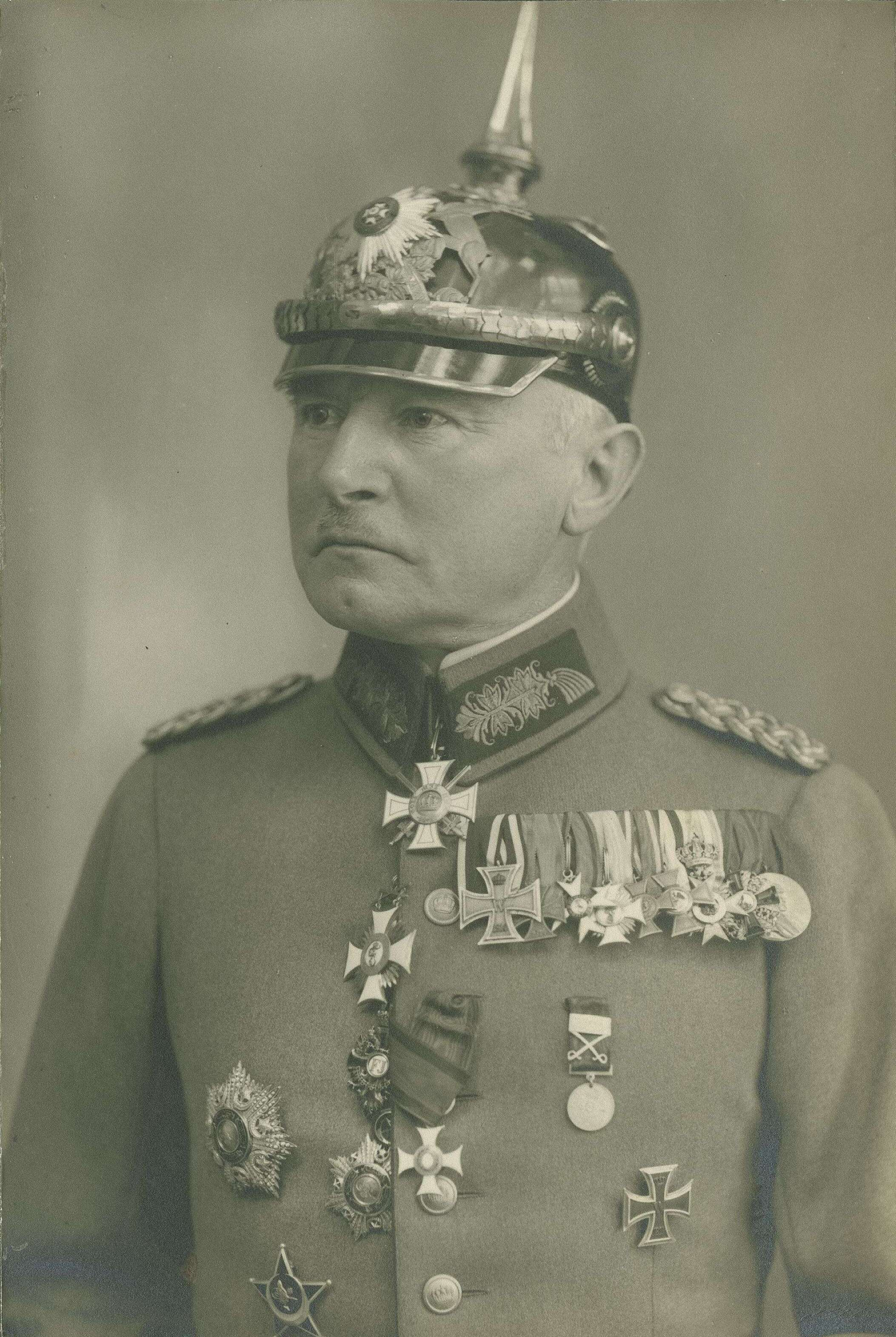
Generalmajor Arthur Bopp (1860–1928)

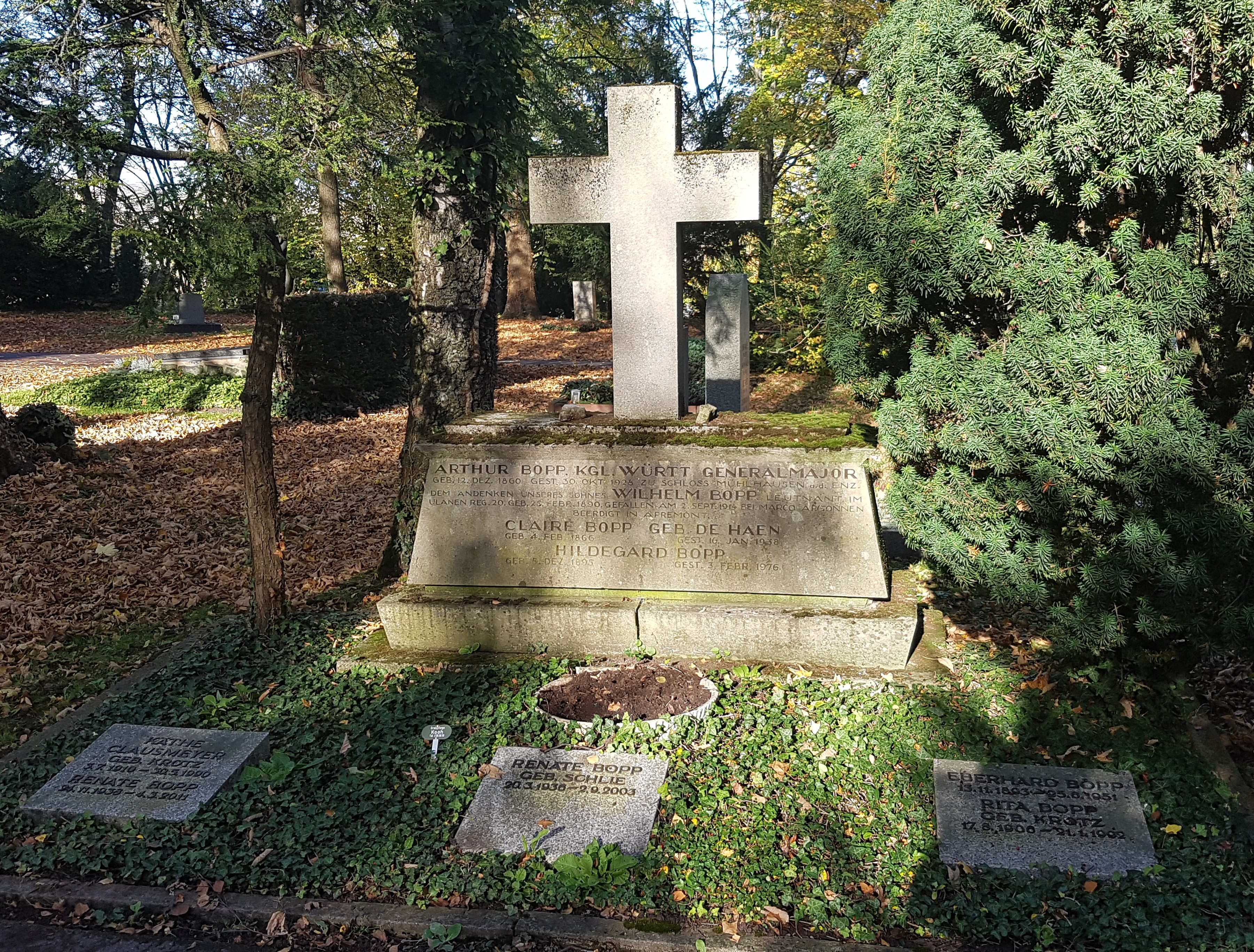
Grabstätte Bopps auf dem Stuttgarter Pragfriedhof

Arthur Bopp (* 12. Dezember 1860 in Stuttgart; † 30. Oktober 1928 in Mühlhausen an der Enz) war ein württembergischer Generalmajor.

## Leben
Sein Vater war Offizier im 2. und 3. Reiterregiment der Württembergischen Armee. Bopp besuchte zunächst die Schule in Stuttgart, Ulm und Cannstatt, dann die Kadettenanstalt Oranienstein und später die Preußische Hauptkadettenanstalt in Groß-Lichterfelde. Am 19. April 1880 trat er als Sekondeleutnant in das Ulanen-Regiment „König Wilhelm I.“ Nr. 20 der Württembergischen Armee ein. 1888 wurde er zum Oberleutnant, 1895 zum Rittmeister und 1902 zum Major befördert. Ab 18. Juni 1908 war Bopp als Kommandeur des Westfälischen Dragoner Regiments Nr. 7 nach Preußen kommandiert und avancierte in dieser Stellung Ende Januar 1909 zum Oberstleutnant. Unter Entbindung von diesem Kommando wurde ihm am 19. Oktober 1909 mit der Erlaubnis zum Tragen der Uniform des Ulanen-Regiments „König Wilhelm I.“ Nr. 20 der Abschied mit der gesetzlichen Pension bewilligt. Bopp trat daraufhin zur Deutschen Militärmission im Osmanischen Reich über. Dort diente er als Oberst und Kommandeur eines Kavallerieregiments bis 1912 in Erzincan in der Osmanischen Armee. In dieser Eigenschaft erhielt Bopp am 26. März 1911 die Erlaubnis zur Annahme des Mecidiye-Ordens II. Klasse mit Stern. Nach Beendigung seiner Dienstzeit im Osmanischen Reich verlieh König Wilhelm II. ihm anlässlich der Jahrhundertfeier des Dragoner-Regiments „Königin Olga“ Nr. 25 am 6. Dezember 1913 den Charakter als Oberst.
Zu Beginn des Ersten Weltkriegs wurde Bopp wiederverwendet und war zunächst Kommandeur des Landwehr-Infanterie-Regiments Nr. 78, später des Landwehr-Infanterie-Regiments Nr. 30 an der Westfront. Ab Oktober 1915 war Bopp beim Stab des Feldmarschalls Colmar von der Goltz, der in die Türkei nach Konstantinopel entsandt wurde, um dort die Deutsche Militärmission im Osmanischen Reich zu leiten. Nachdem Ende März 1915 Otto Liman von Sanders den Oberbefehl über die zur Verteidigung der Dardanellen neu formierte 5. Armee erhielt, übernahm Goltz von ihm den Oberbefehl über die 1. Armee in Konstantinopel. Seit Oktober 1915 führte Goltz zudem den Oberbefehl über die osmanische 6. Armee, um die türkischen und deutschen Operationen in Persien zu koordinieren. Goltz übertrug Bopp die selbständige Leitung der Operationen in Persien. Seine Aufgabe war es, „die Kräfte Persiens im Sinne der Zentralmächte und der Türkei zu verwerten und die Freiheit und Unabhängigkeit Persiens sicherzustellen. ... Eine persische Erhebung vorzubereiten und die Einleitung für die Aufstellung einer persischen Armee zu treffen ...“.
Nach dem völligen Scheitern der deutschen Operationen in Persien wurde Bopp am 17. Mai 1918 Kommandeur der 52. Landwehr-Infanterie-Brigade bei der 7. (Württembergische) Landwehr-Division, die zur Unterstützung der Weißen Armee in den Kämpfen gegen die Bolschewiken in der Ukraine im Zuge des Russischen Bürgerkriegs eingesetzt wurde. Ab dem 18. Februar 1918 marschierten deutsche und österreichische Truppen in die Ukraine ein und besetzten sie. Auf diese Weise konnte die Regierung der Ukrainischen Volksrepublik, die zuvor vor den heranrückenden Truppen der Bolschewiki hatte fliehen müssen, nach Kiew zurückkehren. Die bürgerliche Ukrainische Volksrepublik stand von Beginn an im Machtkampf mit der prosowjetischen Regierung in Charkiw, die sich im Dezember 1917 gebildet hatte. Nach einem gescheiterten Landung der Bolschewiken, den Deutschen an der Mius-Bucht neben Taganrog in den Rücken zu fallen, ließ Bopp als dortiger Kommandeur sämtliche Gefangenen, etwa 3000 Menschen erschießen, was im Reichstag diskutiert wurde, aber folgenlos blieb. Es ist davon auszugehen, dass dieses Massaker am Mius-See in seiner Dimension eine Ausnahme während der Besatzungszeit darstellte.
Nach dem Abzug der österreichisch-ungarischen und dem Großteil der deutschen Truppen konnte sich das Hetmanat nicht mehr halten; es wurde durch das Direktorium der Ukrainischen Volksrepublik ersetzt. Im Zuge des Russischen Bürgerkrieges nahmen die Bolschewiki Kiew wieder ein.
Anfang November 1918 erhielt er die Erlaubnis zur Annahme des Kronen-Ordens II. Klasse mit Schwertern und unter Beförderung zum Generalmajor schied Bopp am 8. November 1918 aus der Armee aus. Nach seiner Verabschiedung zog er auf sein Schloss nach Mühlhausen. Seine letzte Ruhestätte fand er auf dem Pragfriedhof in Stuttgart.